# Philodromops coccineus
Philodromops coccineus är en spindelart som beskrevs av Cândido Firmino de Mello-Leitão 1943. Philodromops coccineus ingår i släktet Philodromops och familjen snabblöparspindlar. Inga underarter finns listade i Catalogue of Life.